# Juan Francisco Escalante y Moreno
Juan Francisco Escalante y Moreno (16 de junio de 1792 Arizpe, Sonora - 2 de abril de 1872 La Paz, Baja California) Obispo de Anastasiópolis y vicario apotólico de la Baja California.
Nació en la ciudad de Arizpe el 16 de junio de 1792 y fueron sus padres don Tómas Escalante y Corella y doña María Ignacia Moreno. Hizo sus estudios en Puebla y Guadalajara bajo la protección de su padrino licenciado Manuel María Moreno y Vásquez y recibió las órdenes sacerdotales en Culiacán el 27 de mayo de 1819. Fue teniente de cura en Arizpe y el 12 de mayo de 1822 tomó posesión de la parroquia de Hermosillo, de la que fue el fundador. Había sido recomendado previamente por el gobernador Ignacio Bustamante, con quien estaba emparentado, al señor obispo Bernardo del Espíritu Santo Martínez y Ocejo. Diputado al Congreso General en 1822 por las provincias de Sonora y Sinaloa, votó la destitución de Agustín de Iturbide como emperador de México, y fue reelecto en 1825. Representó al Estado de Occidente en el Senado de la República en los años de 1827 a 1830 y obtuvo concesión por tres años para organizar en Europa una compañía que se ocupara de explotar las minas de Sonora. Diputado a la legislatura local en el 3.er. Congreso Constitucional del Estado Interno de Occidente, en 1831 fue elegido senador por Sonora y al cumplir sus funciones representativas volvió a hacerse cargo de su parroquia. El señor obispo José Lázaro de la Garza y Ballesteros le otorgó facultades para que impartiera el sacramento de la confirmación en la Alta Sonora; en 1844 fue elegido diputado a la Asamblea Departamental y en febrero de 1846 fue eliminado de ella por medio de la fuerza por el gobernador Fernando Cuesta, por considerarlo como el principal consejero del gobernador José María Gaxiola, depuesto por un cuartelazo, y recibió órdenes de presentarse en la Ciudad de México. Cuando el señor obispo De la Garza fue promovido al arzobispado de México, lo nombró vicario capitular del obispado que dejaba vacante con fecha 26 de diciembre de 1850, desempeñó éste puesto dos años y volvió al curato de Hermosillo. Preconizado obispo titular de Anastasiópolis y vicario apostólico de Baja California por breve de 23 de marzo de 1855 expedido por el Papa Pio IX, fue consagrado en la iglesia del Carmen de la capital de la República. El 16 de junio de 1854, llegaría a La Paz y realizaría una extraordinaria labor pastoral en medio de grandes carencias de personal y de recursos materiales. La catedral de Nuestra Señora de la Paz fue edificada por órdenes suyas en 1861.  Terminó sus días en La Paz, Baja California, el 2 de abril de 1872.